# Restoration – Zeit der Sinnlichkeit

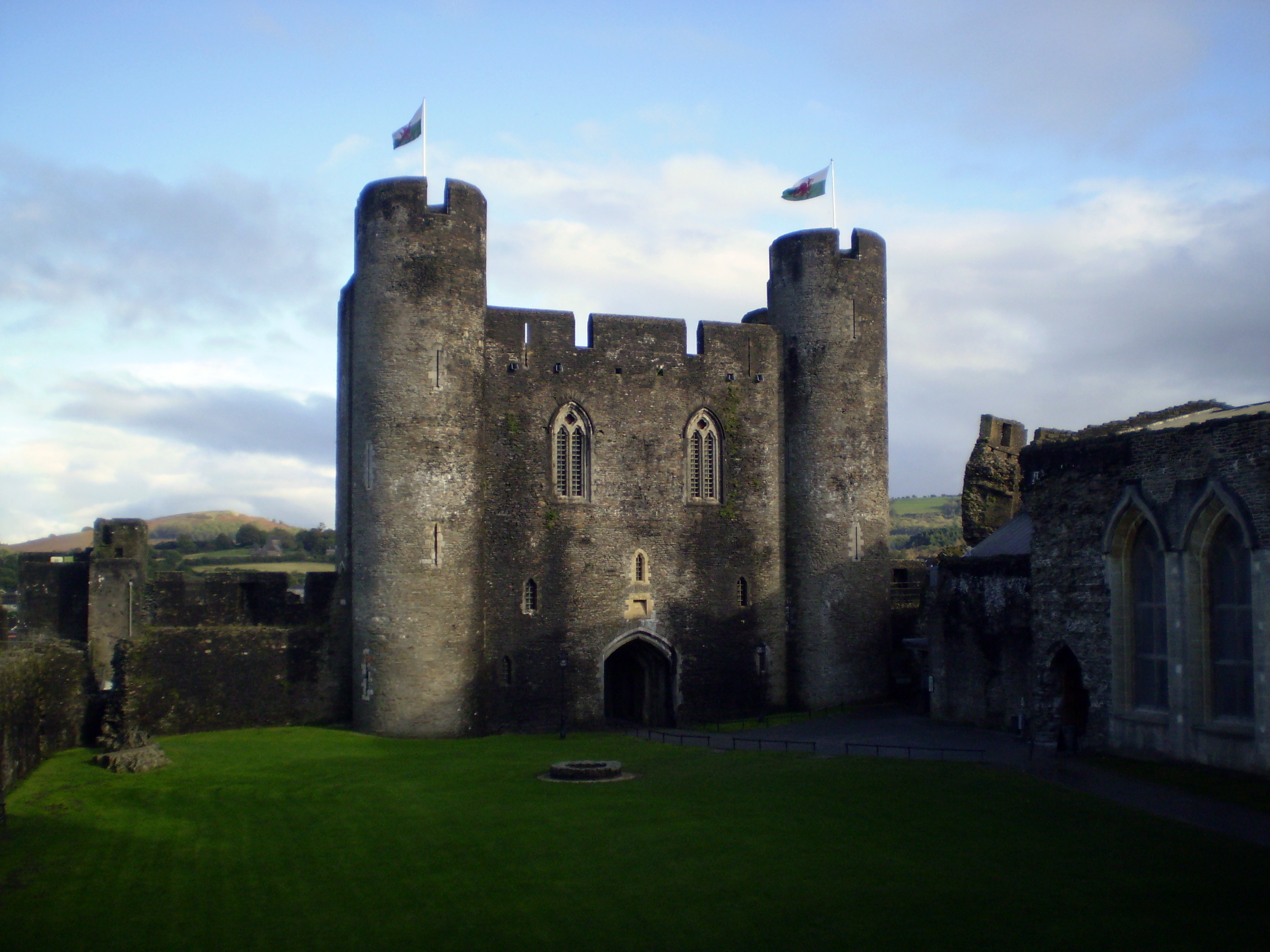
Caerphilly Castle, Wales, einer der Drehorte

Restoration – Zeit der Sinnlichkeit (Originaltitel: Restoration) ist ein US-amerikanisch-britisches Filmdrama aus dem Jahr 1995. Regie führte Michael Hoffman, das Drehbuch schrieb Rupert Walters nach der Vorlage eines Romans von Rose Tremain aus dem Jahr 1989. Die Hauptrolle spielte Robert Downey Jr.

## Handlung
Der junge Arzt Robert Merivel und sein Freund John Pearce arbeiten im Jahr 1660 in einem Londoner Krankenhaus. Dort wird ein Mann behandelt, der mit dem ungeschützten Herzen lebt. Nur Merivel wagt, das Herz zu berühren, was der englische König erfährt.
Merivel wird an den Hof des Königs Karl II. von England gerufen, um sich um dessen kranken Hund zu kümmern. Die Heilung gelingt und der König belohnt Merivel mit einem Adelstitel und Bidnold, einem Anwesen auf dem Land.
Später fordert Karl II. von Merivel, dass dieser die königliche Mätresse Celia zum Schein heiratet, ohne jemals mit ihr zu schlafen. Merivel verliebt sich in seine Ehefrau, der König verbannt ihn von Bidnold. Merivel arbeitet anschließend in einem von Quäkern geführten Provinzkrankenhaus, in dem unter anderen auch die angeblich geisteskranke Irin Katharine hospitalisiert ist und in dem auch sein früherer Freund John Pearce als Arzt tätig ist. Merivel und Katharine beginnen eine Beziehung und sie wird schwanger, daher fahren sie gemeinsam nach London zurück. Merivel verliert unterwegs in einem Glücksspiel seine Kleidung an einen Betrüger, aber Katharine gewinnt die Sachen zurück.
Der Arzt versorgt später in London die Opfer der Pest unter dem Namen seines Freundes John Pearce, da dieser im Provinzkrankenhaus an Schwindsucht gestorben war und er sein Andenken bewahren will. Bei der Geburt seiner Tochter gibt es Komplikationen und Merivel erklärt Katharine, dass er das Kind retten könnte, indem er ihren Bauch aufschneidet, aber dadurch würde er sie verlieren. Daraufhin opfert sich Katharine und er kann seine Tochter retten. Merivel kümmert sich nun alleine um das Kind und stellt ein Kindermädchen an.
Der König bittet den vermeintlichen John Pearce an seinen Hof, um Celia zu behandeln, die von der Pest befallen sei. Merivel geht unter einer Maske dorthin und findet heraus, dass Celia nicht an der Pest erkrankt ist, sondern nur ein Fieber aufweist und er sie heilen kann. Währenddessen bricht in Cheapside ein Feuer (Großer Brand von London) aus und Merivel versucht das Kindermädchen mit seiner Tochter in den Flammen zu finden, dabei stürzt er in ein Boot und wird bewusstlos die Themse entlang bis zu Bidnold, seinem früheren Anwesen getrieben, dort findet ihn Will Gates, der Verwalter von Bidnold und pflegt ihn gesund. Nachdem er erwacht, taucht plötzlich der König mit dem Kindermädchen und seiner Tochter auf, Merivel ist überglücklich. Der König gibt Merivel das Anwesen und den Titel zurück und begründet es damit, dass der Arzt sich geändert habe. Karl II. verspricht nun, ihm Bidnold nie mehr wegzunehmen. Sofort danach nimmt Merivel seine Tätigkeit als Arzt in London wieder auf.

## Kritiken
Roger Ebert lobte in der Chicago Sun-Times vom 26. Januar 1996 die Lust, mit der die sinnliche Zeit des späten 17. Jahrhunderts gezeigt würde. Er habe noch nie zuvor eine derart zügellose (riotous) Darstellung vom London dieser Epoche gesehen. Ebert lobte die bemerkenswerte Darstellung von Robert Downey Jr.
Kevin Thomas schrieb in der Los Angeles Times vom 29. Dezember 1995, dem Regisseur und dem Drehbuchautor sei gelungen, die Unzucht der Zeit wiederzugeben. Dies reiche jedoch nicht, den Film davor zu bewahren, wie ein altbackenes Kostüm-Melodrama zu wirken. Thomas lobte die Darstellungen von Robert Downey Jr., Sam Neill, Hugh Grant, Ian McKellen und Meg Ryan. Die Filmmusik sei elegant.
Die Rheinische Post bezeichnete den Film als ein Prunkstück und einen großen Kostümfilm.

## Auszeichnungen
Der Film gewann im Jahr 1996 zweimal den Oscar: Für Bestes Szenenbild und für Bestes Kostümdesign. Er erhielt 1996 für das Kostümdesign von James Acheson auch die Nominierung für den BAFTA Award. Michael Hoffman wurde 1996 für den Goldenen Bären nominiert.

## Hintergründe
Der Film wurde in England und in Wales gedreht. Die Produktionskosten betrugen schätzungsweise 18 Millionen US-Dollar, die Einnahmen in den Kinos der USA betrugen 4,1 Millionen US-Dollar. 